# Armeniens republikanska parti
Armeniens republikanska parti (armeniska: Հայաստանի Հանրապետական Կուսակցութուն Hajastani Hanrapetakan Kusaktsutiun, HHK) är ett nationalistiskt högerparti i Armenien, bildat den 2 april 1990. 
Partiet var det första i det självständiga Armenien och har styrt landet sedan dess.

Partiledaren Serzj Sargsian utsågs våren 2007 till landets premiärminister.

## Valresultat
| Val    | Röster  | %    | Mandat    | +/–  |
| ------ | ------- | ---- | --------- | ---- |
| 1995*  | 329 000 | 43,9 | 88 av 190 | ▬    |
| 1999** | 448 133 | 41,3 | 62 av 131 | ▼ 26 |
| 2003   | 278 712 | 23,7 | 33 av 131 | ▼ 29 |
| 2007   | 458 258 | 33,9 | 64 av 131 | ▲ 31 |
| 2012   | 664 440 | 44,0 | 70 av 131 | ▲ 6  |
| 2017   | 771 247 | 49,2 | 58 av 105 | ▼ 11 |

- Som del av Republikanska blocket.

- - Som del av Enhetsblocket.